# Athanasios Fahed
 (juin 2019).
Si vous disposez d'ouvrages ou d'articles de référence ou si vous connaissez des sites web de qualité traitant du thème abordé ici, merci de compléter l'article en donnant les références utiles à sa vérifiabilité et en les liant à la section « Notes et références ».
Athanasios Fahed (en arabe : أثناسيوس فهد) est le métropolite de l'archidiocèse grec-orthodoxe de Lattaquié. Il est né en 1965 à Lattaquié.